# Three-Sided Coin
Three-Sided Coin est une compilation du groupe de rock canadien Nickelback.

## Liste des chansons
| No  | Titre                | Durée |
| --- | -------------------- | ----- |
| 1.  | Too Bad              | 3:52  |
| 2.  | Breathe              | 3:58  |
| 3.  | How You Remind Me    | 3:43  |
| 4.  | Old Enough           | 2:45  |
| 5.  | Leader of Men        | 3:30  |
| 6.  | Little Friend        | 3:48  |
| 7.  | One Last Run         | 3:30  |
| 8.  | Just For             | 4:03  |
| 9.  | Woke Up This Morning | 3:50  |
| 10. | Never Again          | 4:20  |
| 11. | Yanking Out My Heart | 3:36  |